# La casaca i la casulla, o sia, un ciri trencat
La casaca i la casulla, o sia, un ciri trencat, coneguda també amb el títol d'Un ciri trencat, és una joguina en dos actes i en vers, original de Frederic Soler, signada amb el seu pseudònim Serafí Pitarra i estrenada al teatre Romea de Barcelona la nit del 23 de gener de 1871.
Es va estrenar en el benefici del primer actor de la companyia, Lleó Fontova.
L'obra va ser publicada el mateix any de 1871 per l'editorial Llibreria de Eudalt Puig de Barcelona, dedicada a l'actor Iscle Soler, un dels intèrprets de l'estrena.

## Repartiment de l'estrena[3]
- Filomena: Balbina Pi.
- Cristòfol: Ròmul Cuello.
- Geroni: Lleó Fontova.
- El senyor Coca: Iscle Soler.
- Maurici: Josep Clucellas.
- Pauet: Frederic Fuentes
- Um mosso: Josep Agell.